# Сухий Аланский
Сухий Аланский (Сукиас, до крещения Баракад) — аланский православный святой I—II веков, особо почитаемый в Армении, Осетии и Грузии. Молитвами Сукиаса и его братии Армения была ограждена от внешних врагов — персидского царя Шапуха, наступавшего на Великую Армению со своим войском. Ведя подвижнический образ жизни во Христе, сукиасцы прожили на горе Сукав 44 года. Сукиас и его братия, ответив отказом на приказ аланского царя Датианоса вернуться в Аланию и предстать пред его лицом, приняли мученическую смерть от своих соплеменников алан, прибывших за ними в Армению.
Память мученика Сухия и его дружины совершается 15 (28) апреля.

## Жизнеописание
Сухий был во главе 17 аланских придворных, сопровождавших царицу Сатеник (ставшую прототипом Шата́ны, героини нартского эпоса) в Армению для вступления в брак с царем Арташесом I. Их имена сохранились до наших дней: Сукиас (Баракад), Андрей, Анастасий, Талале, Феодорит, Ивхирион, Иордан, Кондрат, Лукиан, Мимненос, Нерангиос, Полиевкт, Иаков, Фока, Доментиан, Виктор и Зосима. В Армении Сукиасанцы приняли Христианство от учеников св. апостола Фаддея, во главе со св. Воски (Хрисосом) и крестились в водах реки Иордан.
Во время святого крещения, новообращенные, будущие мученики увидели на горе, стоящего Христа и потом воздвигли на том месте деревянный крест, назвав его «Крест Благовещения».
Посланные царем Арташесом и царицей Сатеник воины, явились ко Хрисосу и потребовали ученикам его вернуться в Армению. Хрисос ответил посланцам царя и царицы: «По воле своей выбирали они полезное себе». За дерзкий ответ, царские войны посекли мечами Хрисоса и его четверых учеников. Сухия и дружину его оставили в живых, так как он был родственником и правой рукой аланского царя, отца царицы Сатеник.
Сухий c братией похоронили мучеников и вернулись в Армению, поселившись на горе Сукав, в Багревадской области Армении, которая была так названа впоследствии, в честь Сухия и его дружины. Бывшие знатные мужи, приближенные к царскому двору, сменившие сверкающие золотом доспехи и оружие на простое облачение, вели аскетический образ жизни, подобно овцам, питаясь травами и водой из горного ручья, прибывая в неустанной молитве ко Господу, прожили там до своей мученической кончины 44 года — по свидетельству древнего автора Татиана «Слово» (II в.), который был хорошо знаком с историей апостолов и первых христианских проповедников.
В те годы персидский царь Сапор (Шапур) разорял и опустошал Армению. Блаженный Кондрат, видя страдания и беды этой страны обратился к Сухию, с тем чтобы помолиться за Армению и её народ. И Сухий и бывшие с ним стали молиться: «Смилуйся, Господи, над этой страной, ибо велико Твое милосердие. И хотя они и погрязли в грехах, но Ты — Господь и создатель всех тварей и от Тебя исходит заступничество и милость ко всем. Отврати от них меч гнева Своего, человеколюбивый и незлобный Боже, и Тебе подобает всяческая слава». И по молитвам их персидский царь оставил пределы Армении и воцарился мир на этой земле. Мученики, видя это, восславили Господа.
По прошествии какого-то времени аланский царь Датианос, вспомнив о своих придворных, находящихся в далекой Армении, приказал своему подданному Барлапу, чтобы он отправился в Армению и, как подобает по званиям их, с почестями вернул Сухия и бывших с ним на их родину в Аланию, в случае же ослушания его приказа, предать их смерти.
Барлап нашел сухийцев в лесу на горе Сукав, дивясь виду их, мало напоминавшему вид царских вельмож. На царский приказ вернуться в Аланию и предстать перед царем аланским, как подобает придворным, Сухий ответил: «Мы во имя Господа нашего Иисуса Христа, который есть Создатель всего сущего, добровольно умертвились и отвергли все плотское, и поэтому стали мертвыми для человеческих властей, и ожидаем от Господа нашего Иисуса Христа, Бессмертного и Нестареющего, преставления и вечной славы с Его святыми ангелами». Стойкость христиан разожгла гнев Барлапа, и он приказал связать их и предать смерти огнём. Умирающие святые пели Псалмы Давидовы(20,21,22,23).
Сжигаемые заживо святые мученики были посечены мечами, их же обугленные останки были разбросаны в окрестности места, где они проживали: на горе Сукав. Это случилось по пергаменту Афонского Иверского монастыря XI века в 100 году, а по «Истории армян» Мовсеса Хоренаци — в 92 году.
Датианос не разрешил предавать земле останки мучеников. По преданию в течение 230 лет они, не захороненные, оставались нетленными. В VI веке христиане перевезли их в Лускум и погребли. Имена святых были обнаруженны выцарапанными на скале горы Сукав. Святой священномученик Григорий, просветитель Армении (+355, пам. 30 сентября), воздвиг церковь на месте мученичества святого Сухия с братией и основал монастырь. Впоследствии в этом месте забил чудодейственный источник.
Нынешнее название горы Сукав (Сукавет) — Cat Kösedağ.